# Roman Garbowski
Roman Garbowski (ur. 17 września 1935 we wsi Budki Borowskiem, zm. 17 kwietnia 2023) – polski aktor. W teatrze zadebiutował 4 marca 1961. Był dyrektorem Studia Teatralnego Komedianci.

## Filmografia
- Pianista (2002)
- Dzień, w którym umrę (2004)
- Intelekt Kollapse (2004)
- 33 minuty w Zielonej Górze, czyli w połowie drogi (2016)